# Rugosana reta
Rugosana reta är en insektsart som beskrevs av Freytag 2005. Rugosana reta ingår i släktet Rugosana och familjen dvärgstritar. Inga underarter finns listade i Catalogue of Life.